# Gardarike

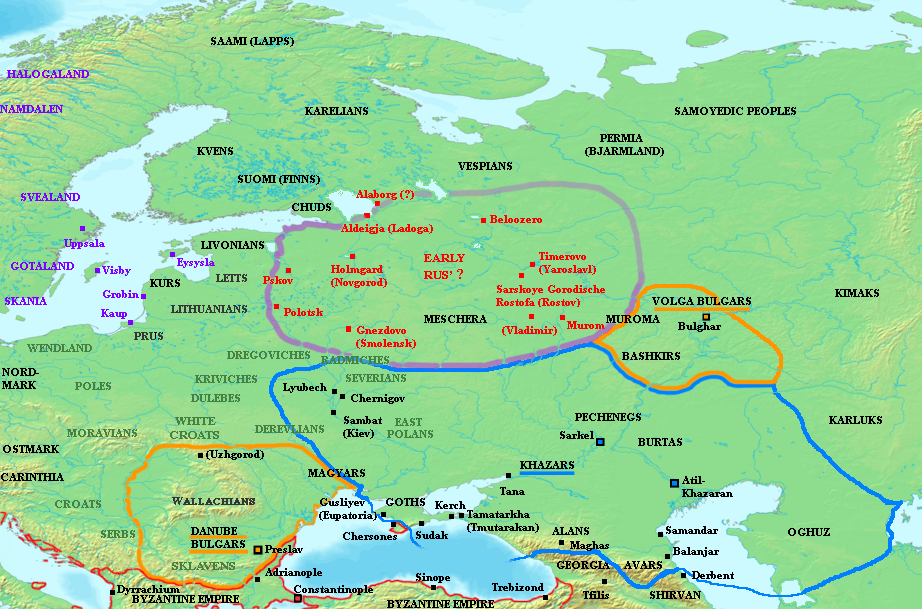
Gardarike ab 884 (rot),
slawische Siedlungen (grau),
Einflussgebiet der Chasaren, Wolgabulgaren, Petschenegen (blau)

Gardarike (altisländisch Garðaríki) ist die altnordische Bezeichnung für die Kiewer Rus, die vor allem in Isländersagas aus dem 13. Jahrhundert verwendet wird. 

## Bezeichnung
Auf Runensteinen in Schweden wurde im 11. Jahrhundert der Begriff karþ (altnordisch garðar) erwähnt, wahrscheinlich für das Gebiet der Kiewer Rus.
In Isländersagas erscheint im 13. Jahrhundert die Bezeichnung garðaríki für dieses Gebiet.
Das altisländische Wort garðar steht für Burg, umzäuntes Gelände. Zur üblichen slawischen Übersetzung grad für Burg(stadt) (urslawisch: gordъ, altslawisch: gradъ) besteht keine unmittelbare Verbindung, beide gehen aber auf dieselbe, sehr verbreitete urindoeuropäische Wurzel zurück.
Altisländisch ríki bedeutet Reich und garðaríki somit Reich der Burgen.

## Geschichte
Seit dem 8. Jahrhundert gründeten skandinavische Kaufleute und Krieger (Waräger) Siedlungen entlang der großen Flüsse Wolchow und Dnjepr auf dem Weg ins Byzantinische Reich, darunter Ladoga um 750.
Um 864 entstand das Herrschaftsgebiet der skandinavischen Rus um Ladoga und Holmgard, die Nowgoroder Rus. Um 884 wurde das Gebiet erweitert zur Kiewer Rus. 
In den Sagas werden erwähnt:
- Aldeigjuborg (Ladoga)
- Hólmgarðr (Nowgorod)
- Kœnugarðr (Kiew)
- Móramar (Murom)
- Pallteskja (Polazk)
- Ráðstofa (Rostow)
- Smaleskja (Smolensk)
- Súrdalar (Susdal)